# David Eaton (cầu thủ bóng đá)
David Franklin Eaton (sinh ngày 30 tháng 9 năm 1981) là một cựu cầu thủ bóng đá người Anh thi đấu ở vị trí tiền đạo tại Football League cho Macclesfield Town. Anh đầu quân cho Everton mà không thi đấu cho đội chính, và cũng thi đấu bóng đá non-league cho các câu lạc bộ gồm Witton Albion, Stafford Rangers, Burscough, Leigh RMI, Marine, Skelmersdale United, Bamber Bridge và A.F.C. Liverpool.